# Sous bonne garde
Sous bonne garde est un téléfilm français de Luc Béraud diffusé en 2002.

## Fiche technique
- Titre : Sous bonne garde
- Scénario : Josiane Maisse
- Origine : France
- Durée : 95 minutes
- Format : Couleurs

## Distribution
- Patrick Catalifo : Jean Mourier
- Micky Sébastian : Lise Mourier
- Rosy Varte : Reine Gerbaud
- Thierry Gibault : Antoine Gerbaud
- Julie Brochen : Laurence